# Mel Winkler
 Mel Winkler (23 de outubro de 1941 - 11 de junho de 2020) foi um ator americano. Ele dublou Aku Aku nos videogames Crash Bandicoot, de Crash Bandicoot: Warped até Crash Twinsanity.

## Vida pessoal
Winkler nasceu em St. Louis, Missouri, em 23 de outubro de 1941.

## Carreira
Nas décadas de 1970 e 1980, ele se mudou para sua cidade natal, e para Nova Iorque. Embora Winkler tenha aparecido principalmente em papéis menores de ação ao vivo, como Melvin em Doc Hollywood, ele também passou um tempo na Broadway, aparecendo em The Great White Hope em 1968, em Come and Gone de Joe Turner de August Wilson em 1988 e em Proposals de Neil Simon de 1997 a 1998. Ele dublou a máscara Aku Aku na série Crash Bandicoot, Lucius Fox em The New Batman Adventures e Johnny Snowman na série de TV Oswald.

## Morte
Mel Winkler morreu de causas desconhecidas enquanto dormia em 11 de junho de 2020, aos 78 anos. Crash Bandicoot 4: It's About Time foi dedicado em sua homenagem.

## Filmografia

### Filme
| Ano  | Título                     | Papel                 | Notas                  |
| ---- | -------------------------- | --------------------- | ---------------------- |
| 1972 | Across 110th Street        | Gerente do Clube 7-11 |                        |
| 1973 | The Filthiest Show in Town | Homem das Fezes       | Segmento: "Comerciais" |
| 1977 | The Day the Music Died     | JJ                    | Documentário           |
| 1991 | Convicts                   | Jackson Hall          |                        |
| 1991 | Doc Hollywood              | Melvin                |                        |
| 1995 | Devil in a Blue Dress      | Joppy                 |                        |
| 1996 | City Hall                  | Detetive Albert Holly |                        |
| 1997 | A Life Less Ordinary       | Frank Naville         |                        |
| 2005 | Coach Carter               | Treinador White       |                        |
| 2008 | The Disciple               | Pai                   | Último papel no cinema |

### Televisão
| Ano       | Titulo                        | Papel                            | Notas                                              |
| --------- | ----------------------------- | -------------------------------- | -------------------------------------------------- |
| 1969–1970 | The Doctors                   | Dr. Simon Harris                 | [ 6 ]                                              |
| 1986      | As the World Turns            | Leonard Franklin                 | 1 episódio                                         |
| 1994      | Madman of the People          | Sandman                          | Episódio: "It's a Mad, Mad, Mad, Mad Christmas"    |
| 1995      | Star Trek: Voyager            | Jack Hayes                       | Episódio: "The 37's"                               |
| 1996      | Babylon 5                     | Reverend Will Dexter             | Episode: "And the Rock Cried Out, No Hiding Place" |
| 1996      | Superman: The Animated Series | Commissioner Henderson (voz)     | Episódio: "Feeding Time"                           |
| 1997–1999 | The New Batman Adventures     | Lucius Fox (voice)               | 4 episódios                                        |
| 2001      | The Invisible Man             | Walter                           | Episódio: "Going Postal"                           |
| 2001–2003 | Oswald                        | Johnny the Snowman (voz dos EUA) |                                                    |
| 2004      | NYPD Blue                     | Lonnie Parker                    | Episódio: "Common Knowledge"                       |
| 2005      | Their Eyes Were Watching God  | Logan Killicks                   | Telefilme                                          |
| 2005      | Numbers                       | Vincent                          | Episódio: "Counterfeit Reality"                    |
| 2005      | The Shield                    | Maurice Webster                  | Episódio: "Doghouse"                               |
| 2005      | Blind Justice                 | Lester                           | Episódio: "In Your Face"                           |
| 2007      | Girlfriends                   | Foster                           | Episódio: "Operation Does She Yield"               |
| 2007      | The Unit                      | Avery Flowers                    | Episódio: "Gone Missing"                           |

### Video games
| Ano  | Título                               | Papel de voz | Notas |
| ---- | ------------------------------------ | ------------ | ----- |
| 1998 | Crash Bandicoot: Warped              | Aku Aku      | [ 8 ] |
| 1999 | Crash Team Racing                    | Aku Aku      | [ 8 ] |
| 2001 | Crash Bandicoot: The Wrath of Cortex | Aku Aku      | [ 8 ] |
| 2003 | Crash Nitro Kart                     | Aku Aku      | [ 8 ] |
| 2004 | Crash Twinsanity                     | Aku Aku      | [ 8 ] |